# Hlevacha
Hlevacha (in ucraino Глеваха?) è un insediamento rurale ucraino (8800 abitanti) nel distretto di Fastiv, nell'oblast' di Kiev. Ospita l'amministrazione della comunità territoriale di Hlevacha, una delle comunità territoriali dell'Ucraina.
Fino al 18 luglio 2020 Hlevacha faceva parte del distretto di Vasyl'kiv, abolito come parte della riforma amministrativa dell'Ucraina, che ha ridotto a sette il numero dei distretti dell'oblast' di Kiev. L'area del distretto di Vasyl'kiv è stata suddivisa fra il distretto di Bila Cerkva, il distretto di Fastiv e il distretto di Obuchiv e Hlevacha è stata trasferita al distretto di Fastiv.
Fino al 26 gennaio 2024 Hlevacha era classificata come insediamento di tipo urbano. Da tale data è entrata in vigore una nuova legge che ha abolito questo status e Hlevacha è stata riclassificata come insediamento rurale,